# Palais Kazianer

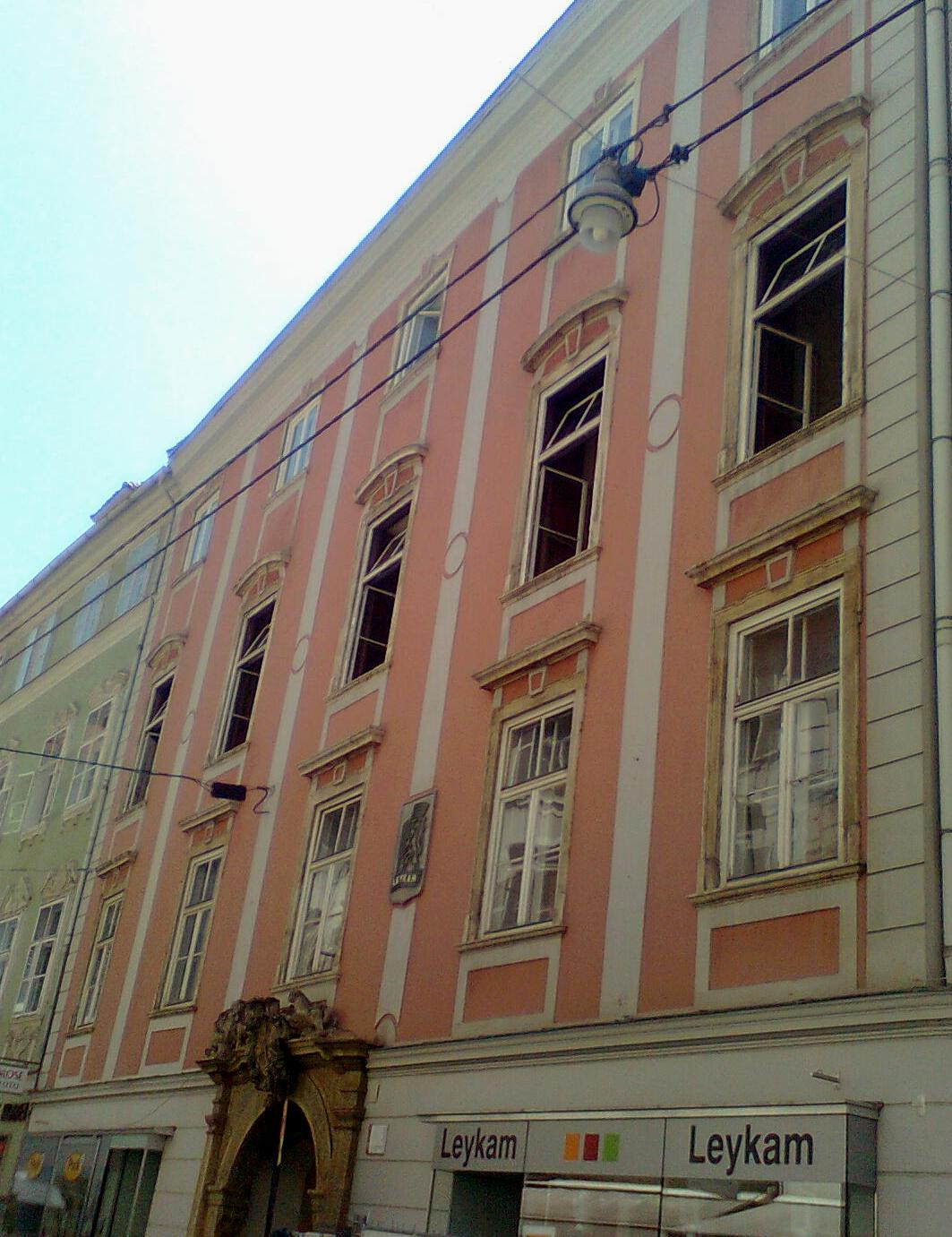
Palais Kazianer

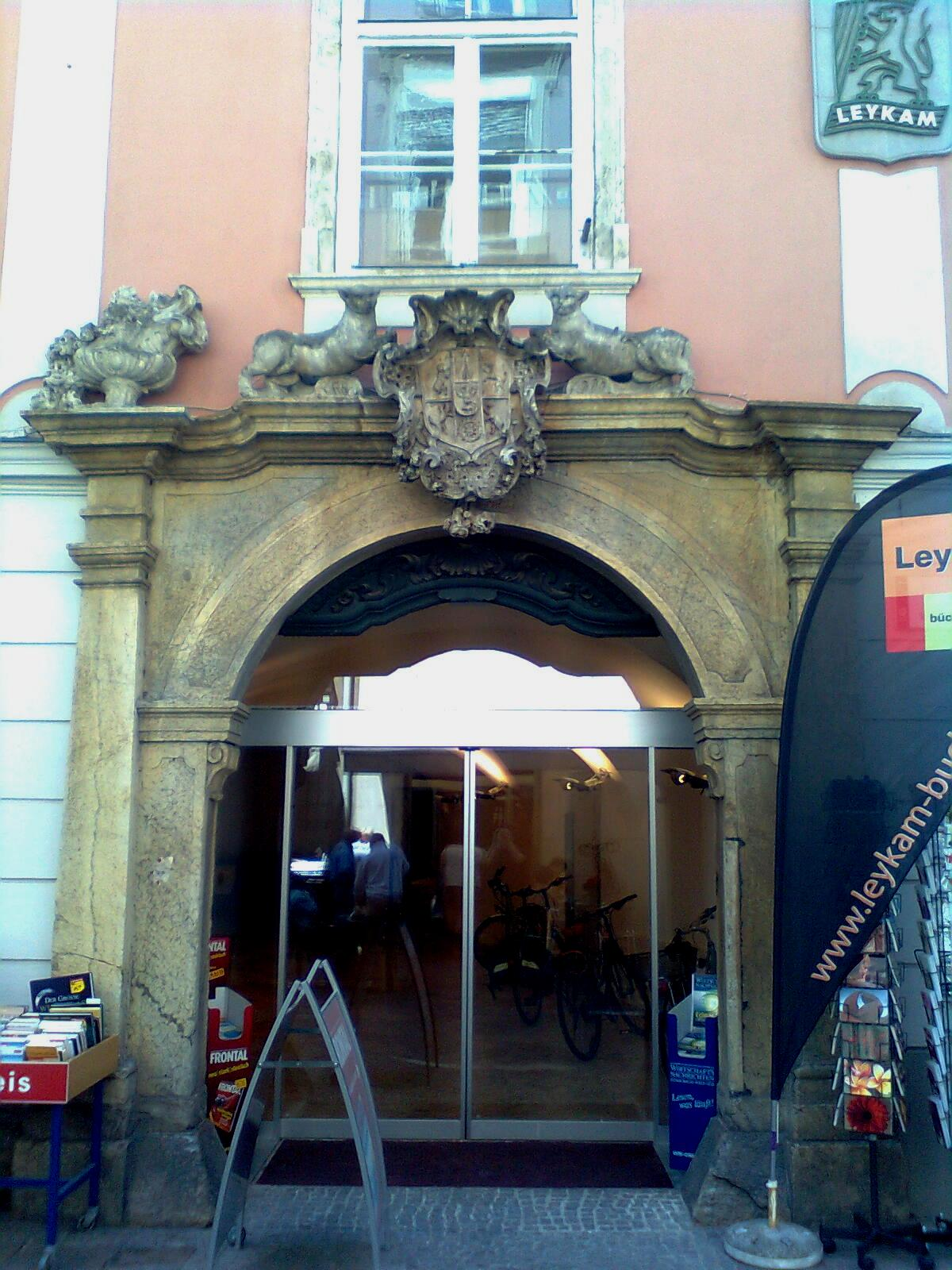
Portal

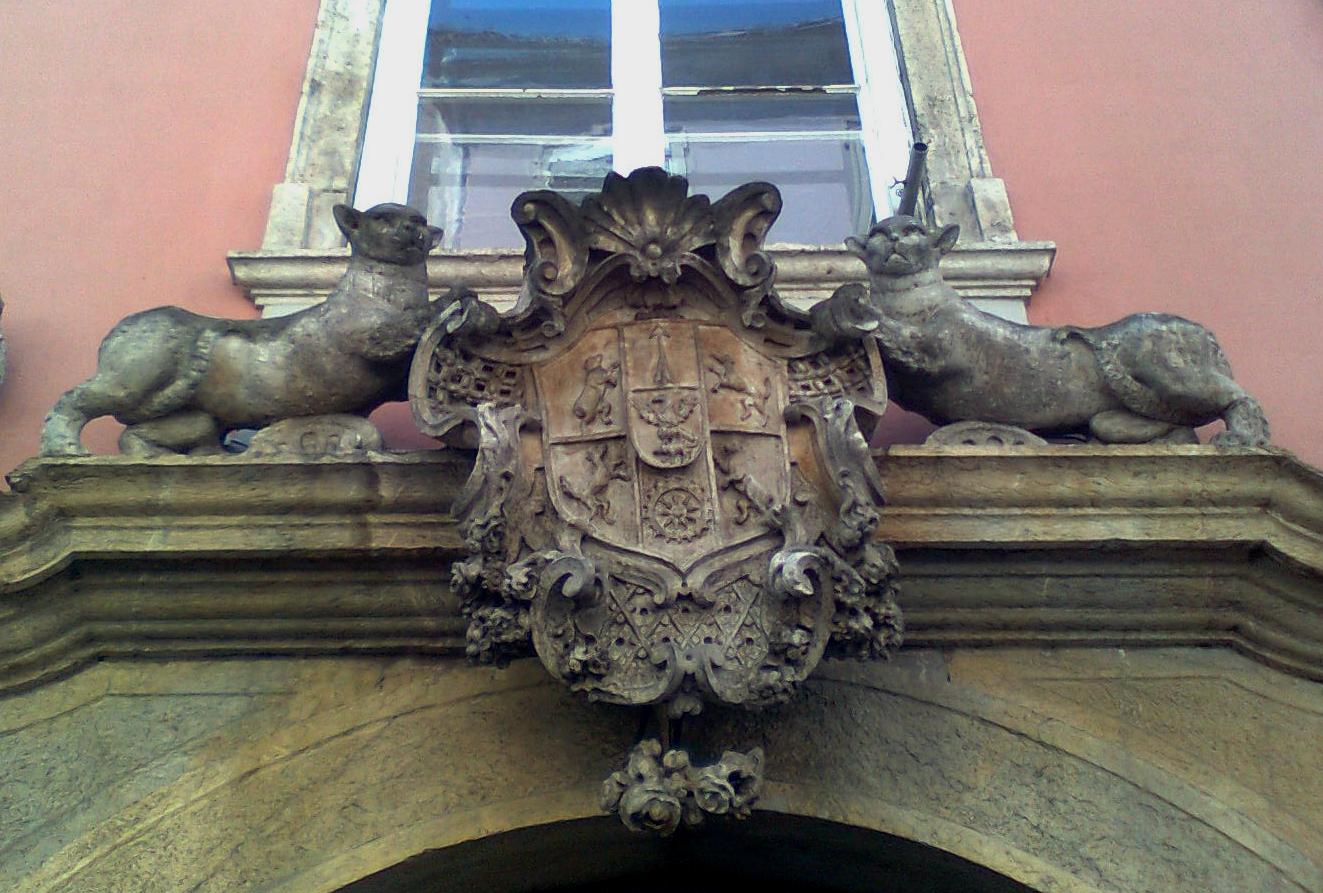
Portaldetail

Das Palais Kazianer ist ein ehemaliges Grazer Stadtpalais in der Stempfergasse im Bezirk Innere Stadt.

## Geschichte
Die Geschichte des Palais Kazianer geht bis ins 15. Jahrhundert zurück, als 1497 ein Georg Pockh sein Haus an Christoph von Ratmannsdorf verkaufte. Der mittelalterliche Bau wurde schließlich im 16. Jahrhundert erweitert und umgebaut. Der hintere Trakt wurde 1669 von Albrecht von Ratmannsdorf erneuert. Die Barockisierung des Palais nahm 1742 Graf Alois Josef Kazianer vor, und nach ihm wurde das Gebäude benannt. Die Familie, zu der auch Hans Katzianer, Landeshauptmann von Krain (1530–1537), gehörte, stammte aus der Krain, wurde 1665 in den Grafenstand erhoben und starb im Jahr 1823 im Mannesstamm aus.
Bereits seit 1813 war das Palais im Besitz der Grafen von Goess. Das Haus wurde 1910 von der Druckerei Leykam erworben. Heute befindet sich im Erdgeschoß ein Shop von Ecco Verde, im 2. Stock eine Galerie und im 3. Stock das Vertriebsberatungsunternehmen Menschen im Vertrieb.
Die nach Bombentreffern am 1. November 1944 schwer beschädigten oder zerstörten Gebäudeteile wurden 1950 wieder aufgebaut. Das Palais Kazianer gehörte zu einem Häuserverband (Nr. 3–7), dessen Eigentümer ein Zeitungsverlag war. Beim Angriff wurden das Gebäude Nr. 5 durch zwei Volltreffer zerstört, der Rest schwer in Mitleidenschaft gezogen und die Setzmaschinen stark beschädigt.

## Architektur und Gestaltung
Das Palais Kazianer ist ein Gebäude mit vier Geschoßen und einem mittelalterlichen Baukern. Das Rundbogen-Steinportal wird von einem plastischen Sandsteinschmuck bekrönt, der das Wappen der Familie Katzianer von Katzenstein, zwei Pantherkatzen und zwei Ziervasen (wobei die rechte nicht mehr vorhanden ist) beinhaltet. Die Plastik wird dem Künstler Johannes Piringer zugeschrieben. Die Durchfahrt in den Innenhof und die Räume des Erdgeschoßes besitzen ein Stichkappengewölbe. Die erst 1966 und 1967 freigelegten Stuckplafonds im 2. Stock sind mit mythologischen Reliefs mit Darstellungen des Bacchus, der Diana und der Venus versehen. Die Reliefs (um 1745) stammen wahrscheinlich von Pietro Angelo Formentini. Das schmale Treppenhaus mit einem Schmiedeeisengeländer stammt aus der Zeit der Barockisierung des Palais (zwischen 1742 und 1745).